# Costa de Fuego
Costa de Fuego fue un festival dedicado al rock más contundente y a los diversos estilos del metal que se celebró en la ciudad costera mediterránea de Benicasim, en la provincia de Castellón, España, los días 20 y 21 de julio de 2012.

## Historia
La edición de 2012 es, por el momento, la única en la historia de este festival organizado por Maraworld, que también organizó durante varios años el Festival Internacional de Benicassim. La banda americana Guns N' Roses, liderada por Axl Rose, y Marilyn Manson fueron los cabezas de cartel de esa edición que se celebró en el Recinto de Conciertos de Benicasim. 
En su programa convivieron cabezas de cartel de primera línea con artistas consagrados y bandas emergentes, tanto españolas como internacionales.

### Artistas de la edición 2012
Entre las bandas que formaron parte de la programación de la primera edición de Costa de Fuego estuvieron: 
Viernes 20: Guns N' Roses, WarCry, Lacuna Coil, Paradise Lost, Satyricon, Barón Rojo, Amorphis, Obús, Angelus Apatrida, We Are The Ocean, The Computers, Steel Horse, Toundra.
Sábado 21: Marilyn Manson, Nightwish, Opeth, In Flames, Katatonia, Hamlet, Cancer Bats, Architects, Berri Txarrak, Rolo Tomassi, Noctem, Adrift, The Tractor.